# Dicranomyia (Dicranomyia) cinctitibia
Dicranomyia (Dicranomyia) cinctitibia is een tweevleugelige uit de familie steltmuggen (Limoniidae). De soort komt voor in het Australaziatisch gebied.